# Lámud
Lamud este un oraș din partea nordică a statului Peru, fiind capitala provinciei Luya, regiunea Amazonas. Este situat la o altitudine de aproximativ 2 330 de metri deasupra nivelului mării, în regiunea andină a Perului. A fost fondat în timpul epocii coloniale de către spanioli, fiind localizat într-o zonă cu climat temperat.
La data recensământului din 2005, orașul număra aproximativ 2 500 de locuitori.